# Чили кон карне
Чили кон карне (на испански: chili con carne) е ястие от кухнята на Мексико и Тексас. Името идва от испански език и буквално означава „люти чушки с месо“.
Ястието е вид яхния, подправена с люти чушки, състояща се от зеленчуци и мляно месо, като останалите съставки се добавят в зависимост от региона или личните предпочитания. Месото може да бъде нарязано на кубчета или във вид на кайма, като традиционно то е говеждо, но може да се използва и друг вид месо.
Най-често се добавят лук, чесън, домати, сладък пипер и боб, въпреки че тексаската разновидност на ястието се готви без фасул. Малко преди края на приготвянето в чили кон карне се добавя и малко захар, мед или шоколад/какао. Като подправки най-често се използват риган, кимион и черен пипер, и по рядко кориандър и дафинов лист.
Готовото ястие се сервира с бял ориз, царевичен чипс начос или тортиля, като може да се поръси с настъргано сирене или сметана.